# Culicoides ousairani
Culicoides ousairani är en tvåvingeart som beskrevs av Khalaf 1952. Culicoides ousairani ingår i släktet Culicoides och familjen svidknott. Inga underarter finns listade i Catalogue of Life.